# 114649 Jeanneacker
Jeanneacker (asteróide 114649) é um asteróide da cintura principal, a 2,9969676 UA. Possui uma excentricidade de 0,0713978 e um período orbital de 2 117,75 dias (5,8 anos).
Jeanneacker tem uma velocidade orbital média de 16,57931486 km/s e uma inclinação de 9,95938º.
Este asteróide foi descoberto em 6 de Março de 2003 por Bernard Christophe.